# 哈克莫爾 (加利福尼亞州)
哈克莫爾（英語：Hackamore）是位於美國加利福尼亞州莫多克縣的一個非建制地區。該地的面積和人口皆未知。

## 地理
哈克莫爾的座標為41°33′07″N 121°07′25″W / 41.55194°N 121.12361°W，而該地的平均海拔高度為1434米（即4705英尺）。